# Cay-Hugo von Brockdorff
Cay-Hugo von Brockdorff, Conte di Brockdorff (Berlino, 9 febbraio 1915 – Berlino, 17 gennaio 1999), è stato uno scultore e storico dell'arte tedesco, membro attivo della resistenza contro il regime nazista.

## Biografia
Nacque nel quartiere berlinese di Schmargendorf, figlio del conte Ludwig von Brockdorff, giudice distrettuale, e di Erika Hildegard Therese Martha von Spalding. Suo nonno, il conte Cay Lorenz von Brockdorff (1844-1921), fu ufficiale di cavalleria e un teosofo-antroposofo.
Studiò presso la Vereinigte Staatsschulen für freie und angewandte Kunst di Charlottenburg, dove ebbe come insegnante lo scultore Wilhelm Gerstel. Tentò la carriera come artista e, grazie ai suoi studi, entrò in contatto con coloro che in seguito diventeranno attivi oppositori del nazismo, inclusi i membri del gruppo nato attorno a Kurt Schumacher (arrestato dalla Gestapo nel 1942).
Intorno al 1931, aderì al Partito Comunista e al Partito Socialista dei Lavoratori (in tedesco Sozialistische Arbeiterpartei Deutschlands). Dopo l'ascesa del nazismo, dal 1936 iniziò ad essere coinvolto "attività illegali" in vari gruppi di "intellettuali" e "lavoratori".
Nel 1937 sposò Erika Schönfeldt e, verso la fine di ottobre, venne alla luce la figlia Saskia. Nel 1939 si unì con Hans Coppi al gruppo dell'Orchestra Rossa. Con lo scoppio della guerra nel settembre 1939, si trovò a prestare servizio nell'esercito prima tra il luglio e l'ottobre del 1940 e poi di nuovo tra l'aprile del 1941 e l'ottobre del 1942. Nel 1942, impiegato sul fronte russo, fu arrestato per il suo coinvolgimento nell'Orchestra Rossa, giudicato colpevole di "preparazione a commettere alto tradimento" e condannato a quattro anni di carcere prima di essere trasferito in un battaglione di punizione.
Nel contempo, mise a disposizione di Coppi il suo appartamento berlinese come centro di comunicazione radio in collegamento con Mosca. In seguito la moglie fu arrestata e giustiziata il 13 maggio 1943. La cronologia degli eventi non è del tutto chiara, ma sembra che non abbia mai avuto la possibilità di comunicare con la moglie prima che questa morisse, ghigliottinata nella prigione di Plötzensee.
Tra il 1943 e il novembre 1946 fu detenuto come prigioniero di guerra in Italia dalle autorità militari britanniche.

### Nel dopoguerra
Dopo il maggio 1945 Brockdorff rientrò in Germania, nella zona di occupazione sovietica. Nell'aprile 1946 avvenne la controversa fusione politica che diede vita al Partito Socialista Unificato di Germania (in tedesco Sozialistische Einheitspartei Deutschlands, SED) e che dopo l'ottobre 1949 divenne il partito al potere nella Repubblica Democratica Tedesca sostenuta dai sovietici. Alla fine del 1946 Brockdorff aderì al SED. Sua figlia ricordò successivamente che, dopo la morte della madre, nella zona sovietica (quella che in seguito diventerà la Germania Est), lei e suo padre «godettero di molti vantaggi, perché i membri [sopravvissuti] di [quella che i nazisti avevano definito in modo dispregiativo] la "Rote Kapelle" ("Orchestra Rossa") erano celebrati come eroi antifascisti».
Tra il 1947 e il 1949 fu impiegato come alto funzionario dell'"Amministrazione tedesca per l'educazione del popolo" (in tedesco Deutschen Verwaltung für Volksbildung). Nel 1948, sposò la scrittrice ed ex attivista della resistenza Eva Lippold (nata Rutkowskaya); i due si stabilirono a Kallinchen. Nel 1950 Cay von Brockdorff conseguì il dottorato.
Nel 1953 divenne redattore capo della rivista Bildende Kunst, una pubblicazione prodotta congiuntamente dalla Commissione Nazionale per le Arti (in tedesco Staatliche Kommission für Kunstangelegenheiten) e dall'Associazione Nazionale degli Artisti Visivi della DDR (in tedesco Verband Bildender Künstler der DDR).
Nel 1954 si dimise dalla direzione della rivista e riprese la sua vita di "artista libero professionista". Il vignettista e caricaturista Herbert Sandberg, un altro attivo antifascista, gli successe alla direzione della Bildende Kunst, ricoprendo la carica fino al 1957. Tra il 1955 e il 1956 fu vicedirettore generale delle Collezioni d'arte di Dresda; dall'autunno 1957 fino al suo pensionamento fu direttore del Märkisches Museum di Berlino, appena ricostruito. Verso la fine degli anni cinquanta fu espulso dal partito. 
Morì nel 1999 all'età di 83 anni.